# Раднаев, Дамба Николаевич
Дамба Николаевич Раднаев (13 апреля 1977 года) — российский самбист, чемпион и призёр чемпионата России по боевому самбо, чемпион мира, мастер спорта России международного класса, боец смешанных единоборств, старший лейтенант полиции Управления Федеральной службы по контролю за оборотом наркотиков по Республике Бурятия.
В Бурятии проводится ежегодный турнир по самбо на призы Дамбы Раднаева.

## Спортивные результаты
- Чемпионат России по боевому самбо 2006 года — ;
- Чемпионат России по боевому самбо 2010 года — ;

## Статистика боёв
| Результат | Соперник          | Способ      | Турнир                             | Место проведения | Дата       | Раунд | Время |
| --------- | ----------------- | ----------- | ---------------------------------- | ---------------- | ---------- | ----- | ----- |
| Поражение | Костиус Смирновас | Рычаг локтя | K-1 HERO's - HERO's Lithuania 2007 | Литва            | 10.11.2007 | 1     | 4:20  |